# 吸血鬼ノスフェラトゥ
『吸血鬼ノスフェラトゥ』（きゅうけつきノスフェラトゥ、原題：Nosferatu – Eine Symphonie des Grauens）はF・W・ムルナウによる1922年に製作されたドイツ表現主義・サイレント映画。最初期の吸血鬼映画の1つであり、吸血鬼オルロック伯爵をマックス・シュレックが演じた。原題のサブタイトルに則り、日本語タイトルとして『吸血鬼ノスフェラトゥ 恐怖の交響曲』と明記されたり、またノスフェラートゥなどカナ表記の揺れもある。
本作は1897年に出版されたブラム・ストーカーの怪奇小説『吸血鬼ドラキュラ』を非公式に映画化したものである。ドラキュラ伯爵がオルロック伯爵に改名されるなど、原作からの変更点がある。これらは著作権侵害の非難を避けるためだと長らく噂されてきた。しかしオリジナルであるドイツ語のインタータイトルには、本作の原作がストーカー作品であると明記されているため信憑性は低い。映画史家のデビッド・カラットは本作の解説において、この説を裏付ける資料は無いと否定している。むしろ「ドイツ人がドイツ人の観客のために製作した低予算映画であり（中略）ドイツを舞台に、ドイツ語の名前を与え、ドイツ語圏の観客が物語をより身近に感じられるようにしたものだろう」と述べている。
いくつかのディテール変更にもかかわらず、ストーカーの相続人はこの映画化について訴訟を起こした。結果、裁判所は映画のすべてのネガとプリントを破棄するよう命じた。しかし、本作のプリントはわずかに残り、後世に影響を与えた傑作とされることもある。1978年にはヴェルナー・ヘルツォークの脚本・監督によるリメイク版『ノスフェラトゥ』が制作された。また、本作をベースに「主演のマックス・シュレックは本当に吸血鬼だった」とする『シャドウ・オブ・ヴァンパイア』が制作された。

吸血鬼や不死者の意として使用されている "Nosferatu" という言葉の語源は、 "nosfur-atu" という古代スロヴァキアの言葉であり、それ自体もギリシャ語で「病気を含んだ」を意味する "νοσοφορος" が由来であるという説もある。西ヨーロッパの人々に、吸血鬼は病気を運んでくるものと見なされていた。

## あらすじ

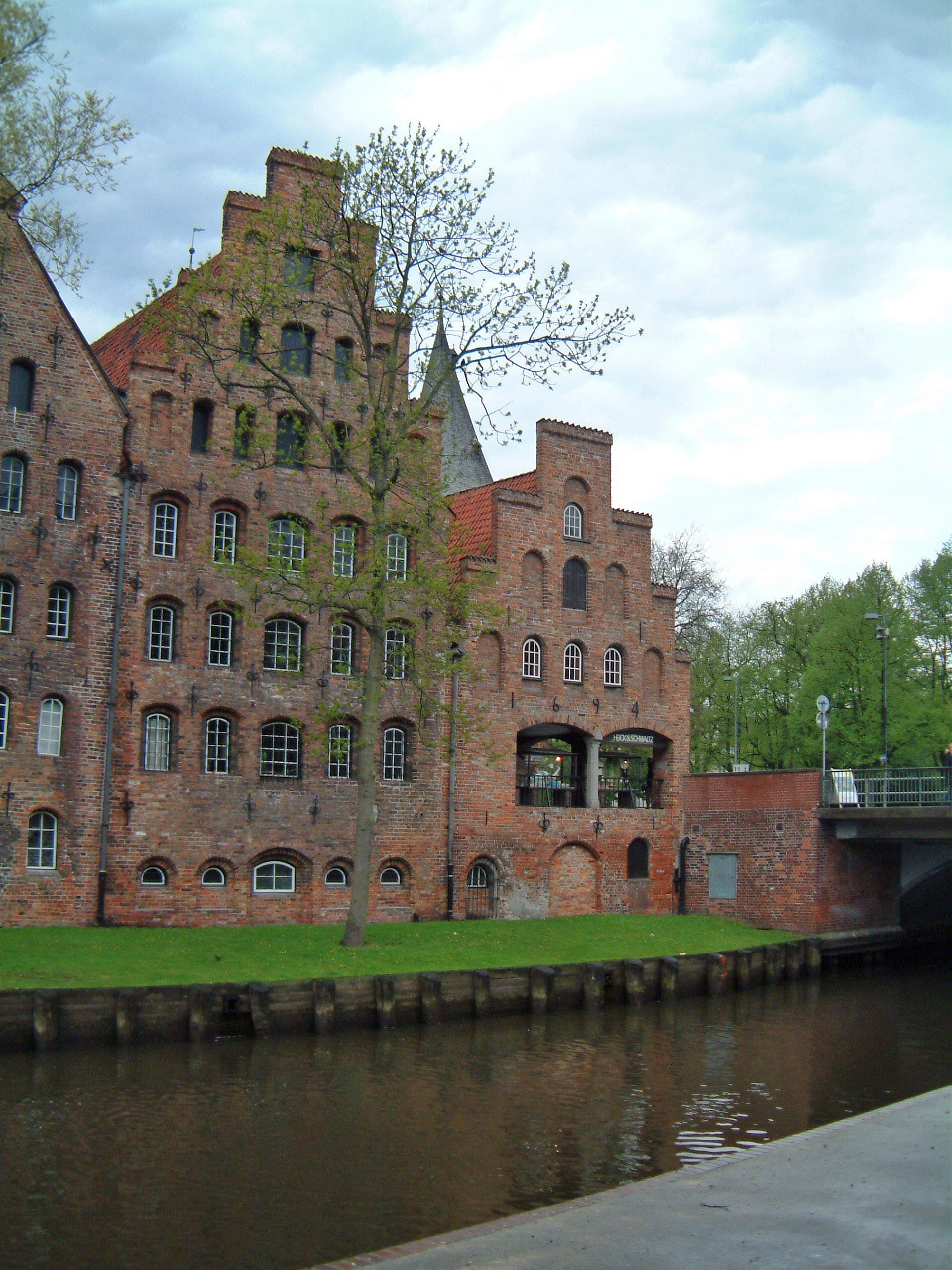
オルロック伯爵の屋敷として撮影された建物

1838年、北ドイツの港町ヴィスボルグに住むトーマス・ハッターは雇用主で街の不動産業を営む怪しげな男ヘル・ノックからヴィスボルグの家を買いたいというオルロック伯爵と会うように命じられ、彼の住むトランシルヴァニアへと向かう。ハッターは心配する最愛の妻エレンを親友で海運業を営むハーディングと彼の妹ルースに託し、旅に出る。目的地であるカルパティア山脈（トランシルヴァニアアルプス山脈）に近づいたハッターは、食事のために宿屋に立ち寄る。ハッターが何気なくオルロックの名を出すと店にいた地元民たちは何故か怯えだし、道中には狼男が徘徊しているなどと言って思い留ませようとするが、ハッターは無視する。
翌日、ハッターは馬車で伯爵の城への道を進むが、日暮れが迫っており、御者は橋より先に行くことを断る。仕方なくハッターは徒歩で向かうと、途中で馬車がやってきて彼を乗せ、城へと向かう（この馬車の御者は変装したオルロック）。人気のない城に着くとハッターはオルロックの歓待を受ける。夕食の席でハッターが誤って親指を切ると、すかさずオルロックがその垂れた血を舐めようとし、驚いたハッターは反射的に手を引く。
翌朝、ハッターはやはり人気のない城の一室で目を覚まし、首元に真新しい傷があることに気づく。彼はこれは蚊のせいだと思う。その夜、オルロックはヴィスボルグにあるハッターの自宅の向かいにある家を購入する書類にサインし、彼の妻の写真を見た際に「首が綺麗だ」と感想を述べる。ハッターは自分がオルロックを故郷に招いた形になったことに気づく。ハッターは宿屋から持ち出した吸血鬼の本を読み、オルロックの正体は吸血鬼ではないかと疑い始める。深夜が迫る中、部屋の扉から外を覗くと不気味なオルロックが佇んでいる。ハッターは部屋の中で怯えるが、そのままオルロックは部屋に入り込むと、ハッターを抑え込む。この瞬間、遠く離れて眠るエレンが突如目を覚まし、夢遊病のような状態でバルコニーに向かって歩き出し、手すりの上に乗ったところでハーディングが止め、彼女は気を失う。ハーディングに呼ばれた医者が到着すると彼女は目を覚まし、夫の名を叫び、オルロックが彼を襲う光景が見えたという。
翌日、昼間の城を探索したハッターは地下室の棺で死んだように眠るオルロックを発見する。怖くなったハッターは急いで自室へと戻る。夕方、窓の外ではオルロックが土を詰めたいくつかの棺を馬車の荷台に乗せており、最後に空の棺を積むと自らその中に入り、どこかへと向かう様子が見える。ハッターは城から脱出しようとするが、誤って転落し、病院で目を覚ます。回復したハッターは陸路で家路を急ぐ。
一方、棺は筏に乗せられて川を下りヴァルナ港へ向かっていた。やがて棺は帆船エンプーサ号に積み込まれ、ヴィスボルグに向けて出発する。船内は謎の病に見舞われ船員たちが死に始め、そのうちの一人が調査のために船倉にあった棺を開けるとネズミの大群が出てくる。最終的に船長と一等航海士以外の全員が死んでしまったところで夜になり、オルロックが目覚める。恐怖に慄いた航海士は海へと飛び込み、船長はロープを使って舵に身を縛る。やがてヴィスボルグに幽霊船のようなエンプーサ号が入港してくる。翌朝調べると船長の死体があった。オルロックは夜の内に棺を抱えて中に入っていた。船主のハーディングは残された航海日誌を発見し、船が謎の疫病で全滅したと結論付ける。すぐに街に緊急警告が発せられ、屋内に閉じこもるように命令が下るが、既に遅く、街には疫病が流行り始める。伝染病の専門家であるブルワー教授も、この疫病の正体が掴めず、被害が広がる。
ハッターも町に帰り着き、疫病の原因がオルロックだと考えるエレンは彼が持ってきた本を読む。そこには純情な乙女が美しさで吸血鬼を惑わせれば、雄鶏（日の出）を忘れさせ、倒すことができるとあった。二人は一計を案じ、夜、エレンはオルロックを誘い出すべく窓を開けると気絶した振りをして自室で倒れ、ハッターはブルワー教授を呼びに行くといって家を出る。向かいの家の窓から様子を見ていたオルロックは夜明けが近いのも気にせず、チャンスと見てエレンの部屋へと侵入する。太陽が昇り始めようとしていても、オルロックはそれに気づかず彼女の血を飲むことに夢中になっている。間もなく雄鶏が鳴き、太陽の光を浴びたオルロックは煙となって消えていく。ブルワーを連れたハッターが部屋に入ってくるが、既にエレンは手遅れであった。しかし、彼女の考え通り、吸血鬼の消滅と同時に疫病も消え去る。
最後にカルパティア山脈にあるオルロック伯爵の廃城が映し出され映画は終わる。

## 登場人物

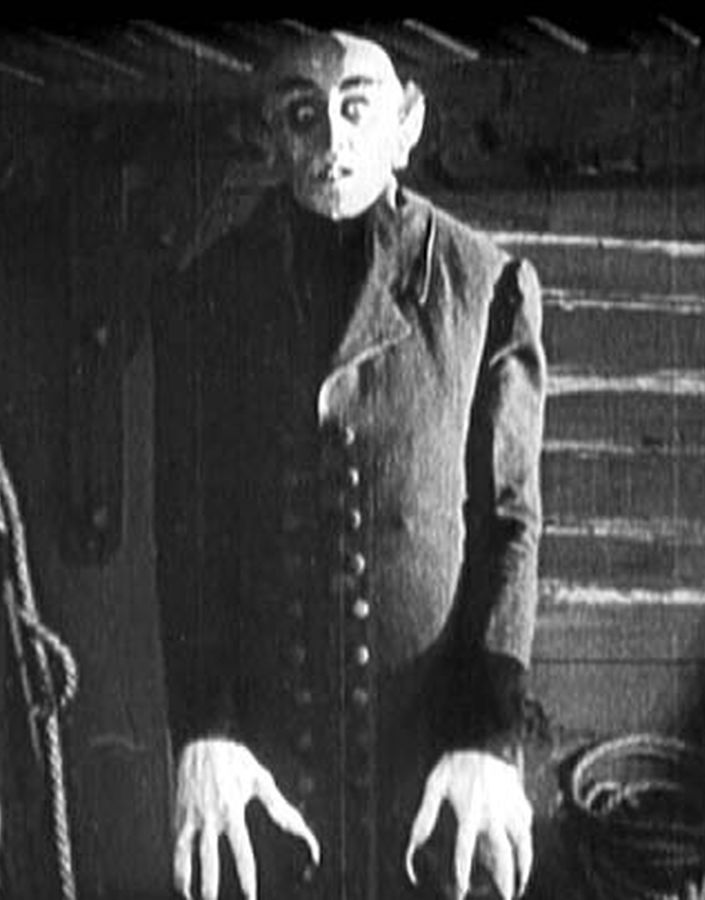
マックス・シュレック演じるオルロック伯爵

トーマス・ハッター
演 - グスタフ・フォン・ヴァンゲンハイム
ヴィスボルクに住む青年。ノックの経営する不動産屋で働いている。原作におけるジョナサン・ハーカー。
エレン・ハッター
演 - グレタ・シュレーダー
トーマスの妻。夫がトランシルヴァニアに行くことに強い不安を感じる。原作におけるミナ・ハーカー。
オルロック伯爵
演 - マックス・シュレック
トランシルヴァニアの貴族。ドイツのヴィスボルク（架空の町）に家を探している。原作におけるドラキュラ伯爵。
ノック
演 - アレクサンダー・グラナック
不動産業を営む、何かと噂の多い男。トーマスを伯爵の城に向かわせる。原作におけるレンフィールド。
ハーディング
演 - ゲオルク・H・シュネル
トーマスの友人。彼が留守の間、エレンの世話を頼まれる。原作におけるアーサー・ホルムウッド。
アンネ
演 - ルース・ランドスホーフ
ハーディングの妻。原作におけるルーシー・ウェステンラ。
ブルワー教授
演 - ヨハン・ゴットウト
大学教授。原作におけるヴァン・ヘルシング。
ジーファース博士
演 - グスタフ・ボーツ
精神病院の院長。原作におけるジョン・セワード。

## テーマ

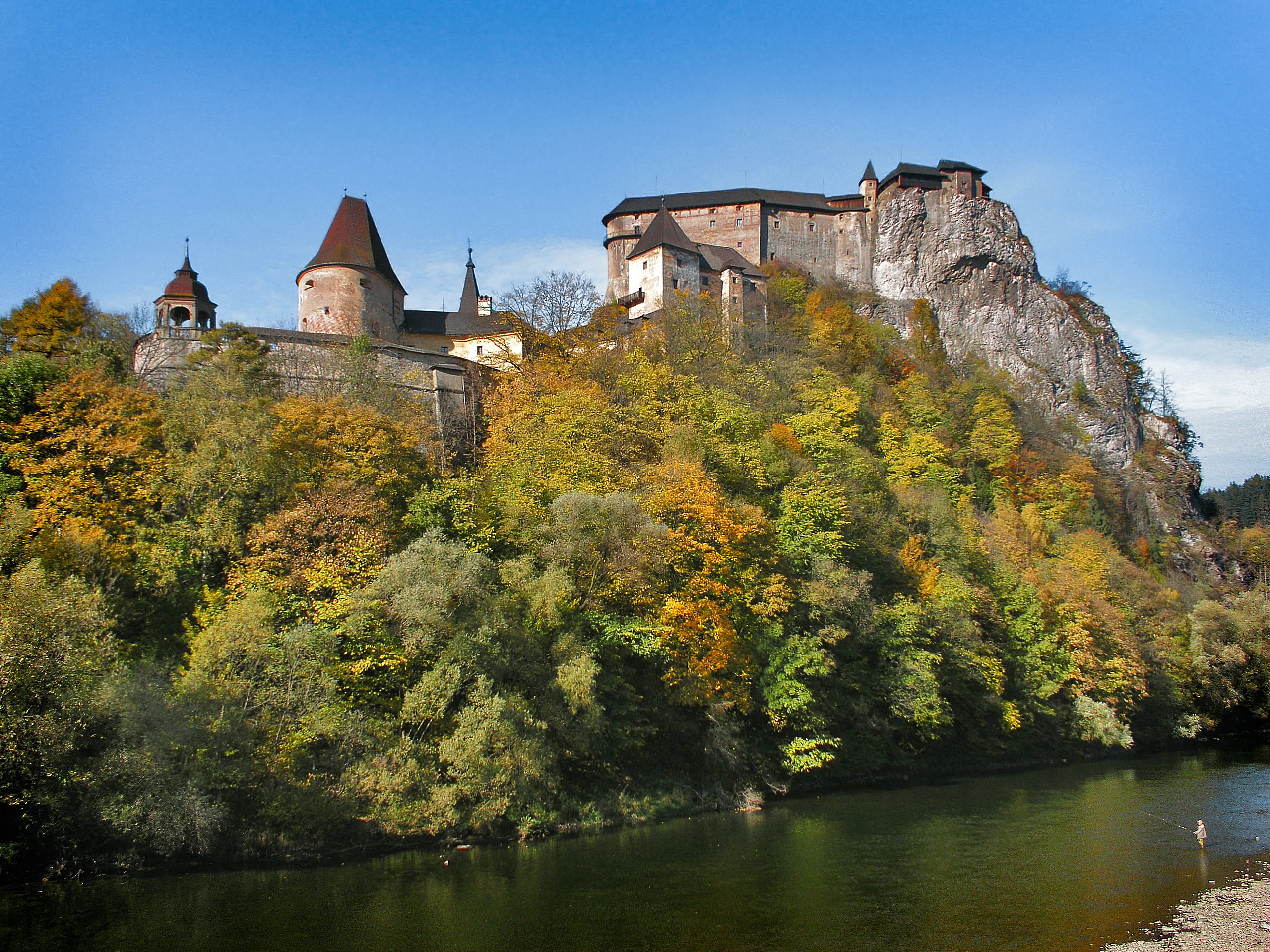
オルロック伯爵の城として撮影されたオラヴァ城

『ノスフェラトゥ』は他者への恐怖をテーマにしていることや、反ユダヤ主義的なニュアンスを含むと指摘された。だが、これらはいずれも原作であるブラム・ストーカーの『吸血鬼ドラキュラ』に由来している部分もある。オルロック伯爵の鉤鼻、長い爪、禿頭といった外見は『ノスフェラトゥ』製作当時のユダヤ人のステレオタイプな風刺画と比較される。また、ユダヤ人がしばしば同一されていたネズミの要素もオルロックにはある。オルロックがドイツの町ヴィスボルグを狙うのは原作のロンドンから変更された箇所だが、これは当時のドイツ国民の不安や恐怖を煽るためだと分析されている。作家のトニー・マジストラーレは、この映画における「祖国ドイツが外部の力によって侵略される」という描写が、1922年に北欧で燻っていた反ユダヤ主義の雰囲気と不穏な類似性を示していると指摘した。
異邦人であるオルロックが船でヴィスボルクに到着する場面は原作から大きく翻案され、ネズミの大群を引き連れ、ペストを撒き散らす形となった。この変更点の要素は、オルロックとネズミ、そして「病気を引き起こす病原体としてのユダヤ人」という考えに関連付けられていると捉えることもできる。しかし作家のケヴィン・ジャクソンは、監督のF・W・ムルナウが、その生涯を通じて「多くのユダヤ人男性、女性と親しく保護していた」と述べており、その中には本作でノックを演じたユダヤ人俳優のアレクサンダー・グラナハも含まれる。さらに、マギストラーレには「（同性愛者であったムルナウは）大きなドイツ社会の中のサブグループへの迫害に対して、おそらくより敏感であっただろう」という記載がある。このため、オルロックとステレオタイプな反ユダヤ主義との関連付けは、少なくともムルナウが明確に意図した演出とは考えにくいと指摘されている。

## 製作

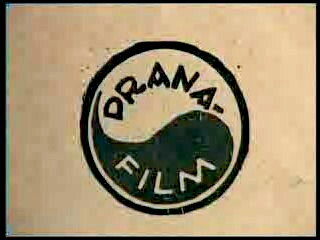
プラナフィルムのロゴ

本作を製作したプラナフィルム（Prana Film）は、1921年にエンリコ・ディークマンとオカルティストのアルビン・グラウによって設立された無声映画時代のドイツの映画スタジオで、プラナという名前はヒンドゥー教の概念の名にちなんで名づけられた。オカルトや超常現象をテーマにした映画の製作を目的としていたが、本作の公開直後に倒産したため、本作が唯一の製作作品であった。
グラウは吸血鬼映画を撮るきっかけとなったのは戦争体験だったと語っている。彼が言うところによれば、1916年の冬、セルビア人の農夫が自分の父親は吸血鬼で、不死者（undead）の一人だと教えてくれたという。映画史家のデビッド・カラットはEureka Blu-Rayの『Nosferatu』の解説において「（グラウが語ったエピソードは）多くがまったくデタラメだ。映画のチケットを売るために語られたに過ぎない。グラウも言うように本作は製作よりも宣伝費の方が多かった」と述べている。
ディークマンとグラウは、映画化権を取得していないにも関わらず、ハンス・ハインツ・エワーズの弟子であるヘンリック・ガリーンに『吸血鬼ドラキュラ』に触発された脚本を書くことを依頼した。ガリーンは当時既に『プラハの学生』（Der Student von Prag、1913年）や『ゴーレム、いかにして世界に現れたか』（Der Golem, wie er in die Welt kam、1920年）の脚本を手がけているなど、ダークロマン主義の経験豊富なスペシャリストであった。
ガリーンは物語の舞台を北ドイツの港町ヴィスボルグに変更した物語を書いた。登場人物の名前を変え、吸血鬼が船上のネズミを介してヴィスボルグにペストをもたらすというアイデアのほか、吸血鬼ハンターであるヴァン・ヘルシングにあたる人物を省いたのであった。ガリーンの表現主義的な脚本は、カール・マイヤーのような文学的表現主義の影響を受けた他の作品のようにバラバラになることなく、詩的なリズムを持っていた。ロッテ・アイスナーは、ガリーンの脚本を "voll Poesie, voll Rhythmus"（「詩に満ち、リズムに満ちている」）と表現した。
撮影は1921年7月に始まり、ヴィスマールでの外観撮影が行われた。ヴィスマール市場を見下ろすマリエン教会の塔とヴィスマールのワッセルクンストからのテイクは、ヴィスボルグのシーンのエスタブリッシング・ショットとして使われた。他にもヴァッサーター、ハイリゲン-ガイスト-教会の操車場、港などが撮影された。リューベックでは、廃墟となったザルツシュパイヒャーがオルロックのヴィスマールでの新しい家となり、エーギディエン教会の教会堂の1つがハッターの家となり、デペナウ川では、ペストの犠牲者と思われる棺を運ぶ行列の撮影が行われた。リューベックでは、フッティングの庭でオルロック伯爵に会うようハッターに命じたノックを捜すシーンが多く登場する。続いてラウエンブルク、ロストック、シルト島でも外観撮影が行われた。トランシルヴァニアを舞台にした映画の外観は、実際にはハイ・タトラス、ヴラートナ渓谷、オラヴァ城、ヴァー川、スタリー・フラッド城など、スロヴァキア北部でロケが行われた。
コストの関係でカメラマンのフリッツ・アルノ・ワグナーはカメラを1台しか用意していなかったため、オリジナルのネガは1枚しかなかった。ムルナウはガリーンの脚本に忠実に、カメラの位置や照明などを手書きで指示した。しかし、監督の作業用台本からはガリーンの文章が抜け落ちていたため、ムルナウは12ページ分を完全に書き直した。この部分こそエンディングにおいてエレンの犠牲によって吸血鬼が太陽の光によって滅ぶというものであった。また、ムルナウは、撮影された各シーンに正確に対応するスケッチを用意し、メトロノームを使って演技のペースをコントロールするなど、入念な準備をしていた。

## 『ドラキュラ』との乖離
『ノスフェラトゥ』のストーリーは『吸血鬼ドラキュラ』と似ており、ジョナサン・ハーカーとミナ・ハーカー、そしてドラキュラ伯爵といった中心となるキャラクターも同じである。しかし、登場人物たちの名前はドイツ風の名前に変更され、アーサーやクインシーなどの副次的な登場人物の多くは省略されている。ヴァン・ヘルシングに相当するブルワー教授はいるが、彼は吸血鬼ハンターではない。また、舞台も1890年代のイギリスから1838年のドイツになっている。
ドラキュラ伯爵とは対照的に、オルロックは他の吸血鬼を生み出すことなく、その犠牲者を殺してしまうため、町の住民たちも街の問題を吸血鬼ではなく疫病にあるとみなす。また、ドラキュラ伯爵は日光の下では超常的な能力が行使できないに留まるが、オルロックの場合は致命的な弱点であり、昼間は寝ていなければならない。結末もドラキュラとは大幅に異なり、最終的には日の出と共にミナに相当するエレナの自己犠牲によって日を浴びた伯爵が滅ぶ。
映画の中でヴィスボルグと呼ばれている町は、実際にはヴィスマールとリューベックが混ざったものである。他のバージョンの映画では、理由は不明だが町の名前がブレーメンにされているものもある。

## 評価
本作によって、またその数日後に公開された同じ監督映画『Der brennende Acker（燃える土）』と合わせてムルナウは世間の注目を浴びることになった。
マスコミは『ノスフェラトゥ』とその封切りについて大々的に報じた。賞賛の声とともに、技術的な完成度や映像の鮮明さがホラーというテーマにそぐわないという批判の声もしばしばあった。1922年3月6日付のFilmkurier紙は、吸血鬼が肉体を持っているように見え、照明が明るすぎて純粋に怖くないと評した。ハンス・ヴォーレンベルクは1922年3月11日のフォトステージ第11号でこの映画を「センセーション」と評し、ムルナウの自然を写した風景シーンを「ムードを生み出す要素」と賞賛している。1922年3月7日付のVossische Zeitung紙上ではその視覚的なスタイルが絶賛されていた。
これが唯一のプラナの映画であり、同社は破産申請を行った。ストーカーの夫人で、彼の相続人であるフローレンス・ストーカーは代理人を通して本作を著作権侵害で訴え、勝訴した。裁判所は『ノスフェラトゥ』の既存のプリントをすべて焼却するように命じたが、本作のプリントとされるものは既に世界中に配給されていた。このプリントは長年にわたって複製され、カルト的なファンを獲得したために、初期のカルト映画と呼ばれる1作になった。
本作の評価は圧倒的に高い。レビュー集計サイト「Rotten Tomatoes」では63件のレビューを基に97%の支持、平均評価は9.05/10となっている。同サイトの批評コンセンサスでは「サイレント時代の最も影響力のある傑作のひとつである『ノスフェラトゥ』は、その不気味でゴシックな雰囲気と、吸血鬼役のマックス・シュレックの冷酷な演技が、その後のホラー映画の雛形となった」と評されている。2010年のEmpire誌の「The 100 Best Films of World Cinema」では21位にランクインした。
1997年、映画評論家のロジャー・イーバートは、『ノスフェラトゥ』を「偉大な映画」のリストに加え、こう書いている。

## 復元版
2005年から2006年にかけて、1922年のフランス語字幕つき染色プリント版を元に、ムルナウ研究の第一人者ルシアノ・ベリアトゥアが復元した。2007年に『吸血鬼ノスフェラートゥ 恐怖の交響曲』クリティカル・エディションDVDとして紀伊國屋書店から発売されている。